# Astèrix legionari
Astèrix legionari (francès: Astérix légionnaire) és el desè àlbum de la sèrie Astèrix el gal de René Goscinny (guió) i Albert Uderzo (dibuix), publicat en francès el 1967. El tiratge original va ser d'un milió d'exemplars. El 1985 es presentà una adaptació animada, que combinava aquesta història amb la d'Astèrix gladiador, anomenada Astèrix i la sorpresa del Cèsar.

## Sinopsi
Obèlix s'enamora d'una jove del poble, Farbalà, promesa de Tragicomix; però aquest ha estat enrolat a la força a les legions de Cèsar i enviat a l'Àfrica, al cor de les baralles entre Cèsar i Escipió. Obèlix amaga la seva decepció amorosa i li promet salvar al jove, i juntament amb Astèrix s'enrola a les legions per tal de trobar-lo.
A Condate (Rennes), el seu desconeixement dels dominis militars i la seva força sobrehumana desestabilitzen els seus superiors encarregat d'entrenar els reclutes. Sobretot que s'hi afegeixen altres nous legionaris aspirants alts en color: un grec, un bretó, un belga, un got i un egipci (que es creu en un fonda), els dos últims a més no entenen la llengua dels seus superiors. Acabada la seva formació, tots són enviats al nord d'Àfrica, al camp de Thapsus.
Després d'haver destruït un vaixell pirata al mar, Astèrix i Obèlix arriben, a bord d'una galera amb els altres legionaris, a Thapsus. Hi cerquen en va Tragicomix, mentre desencadenen involuntàriament la batalla de Thapsus, oposant les tropes de Juli Cèsar, presents a l'escena, a les tropes d'Escipió. Astèrix i Obèlix acaben trobant Tragicomix presoner al camp d'Escipion. Juguen un gran paper en la victòria de l'exèrcit de Cèsar sobre el seu adversari i, per agrair-los, Cèsar permet que els tres gals tornin a casa.
De tornada a la Gàl·lia, Tragicomix troba en Falbala, que agraeix cordialment al duet i besa a Astèrix. Mentre la parella marxa per casar-se a Condate, Astèrix no participa en el banquet final, encara embadalit pel petó de Falbala.

## Comentaris
- Primera aparició de Farbalà i Tragicomix.[3][4]
- Segona aparició de Correuix, el carter.[5]
- Al banquet final, el bard Asseguratòrix no està lligat a l'arbre, sinó que a la porta de la seva cabana. El seu lloc a l'arbre l'ocupa Astèrix, que està assegut a una branca sospirant per Farbalà
- Després d'assaltar el vaixell dels pirates, aquests queden en un rai. La vinyeta és una còpia fidel del disseny del quadre "El rai de la Medusa", de Géricault. L'al·lusió és explicada pel capità, que diu "M'han deixat en quadre" (a l'original francès «Je suis médusé») (p. 35)
- El personatge de Tragicomix pren les faccions de l'actor francès Jean Marais.